# أيلنط متكامل الأوراق
أيلنط متكامل الأوراق (الاسم العلمي:Ailanthus integrifolia) هو نوع نباتي يتبع جنس الأيلنط من فصيلة السيماروبية.